# Peter Larsson (född 1949)
Peter Larsson, född 3 juli 1949, är en svensk präst och museiman.
Peter Larsson, som är prästvigd, var verksam inom den statliga Bergslagsdelegationen som existerade 1986–1990 med strukturförändringar efter stålkrisen. Han var Ekomuseum Bergslagens första chef 1991–1995. Peter Larsson var direktör för Tekniska museet 1995–1999.
Han är bosatt i Lindesberg, där han har varit verksam som präst.